# Colobaea flavipleura
Colobaea flavipleura är en tvåvingeart som beskrevs av Rudolf Rozkošný 1991.
Colobaea flavipleura ingår i släktet Colobaea och familjen kärrflugor. Inga underarter finns listade i Catalogue of Life.